# Socrates Chrestos
Socrates Chrestos (tiếng Hy Lạp: Σωκράτης ό χρηστόςtiếng Hy Lạp: Σωκράτης ό χρηστός Chrestus có nghĩa là người tốt, nửa sau của thế kỷ thứ 2 trước Công nguyên tới nửa đầu thế kỷ thứ 1 trước Công nguyên, mất trong khoảng năm 90 TCN-88 TCN) là một hoàng tử Hy Lạp và vua của Bithynia.
Socrates là người con trai thứ hai được sinh ra bởi hoàng hậu Nysa và vua Nicomedes III của Bithynia . Ông đã có một em gái được gọi là Nysa và một người anh cả cũng là người kế vị cha ông, Nicomedes IV của Bithynia. Ông được sinh ra và lớn lên ở Bithynia và cậu của mẹ ông là vua Mithridates VI của Pontus. Socrates còn là một hoàng tử được lòng dân chúng của Bithynia .
Người cha của Socrates, Nicomedes III qua đời trong khoảng năm 94 TCN và anh trai của ông Nicomedes IV ở thành vua. Trong vài năm đầu tiên của triều đại Nicomedes IV là tương đối hòa bình. Socrates không may rơi vào ảnh hưởng xấu xa của vua Mithridates VI và ông đã thuyết phục người cháu của mình lên tiếng đòi hỏi ngai vàng của Bythynia cho ông để nhằm chống lại Nicomedes IV . Mithridates VI đã phái một sát thủ có tên là Alexandros để giết Nicomedes IV, nhưng âm mưu của ông thất bại .
Mithridates VI đã thành lập một liên minh với Socrates. Là một phần của liên minh, Mithridates VI đã đính hôn  hoặc gả Orsabaris con gái của ông ta,cho Socrates  do đó Mithridates VI đã duy trì sự kiểm soát gián tiếp đối với Vương quốc Bithynia 
Sau đó Mithridates VI giao cho Socrates chỉ huy một đội quân Pontos và xâm lược Bithynia với sự hỗ trợ của Mithridates VI cùng với quân đội của ông. Sau khi Socrates đã tiến quân qua khắp các vùng nông thôn của Bithynia, ông cuối cùng đã tiến đến kinh đô của Bithynia, Nicomedia. Ngay khi ông tiến đến kinh đô, Nicomedes IV tự mình phòng thủ bên trong lâu đài của ông ta.
Socrates với quân đội Pontos đã đánh bại quân đội của Nicomedes IV và đã buộc ông ta phải bỏ chạy sang Ý, Socrates sau đó đã trở thành Vua của Bithynia có thể đã lấy tên hiệu Nicomedes Memnon, ông cũng được biết đến bởi cái tên này Nicomedes IV với sự hộ trợ của viện nguyên lão La Mã, đã tuyên bố chiến tranh chống lại Socrates;. Cuối cùng Nicomedes IV đã có một chiến thắng quân sự và do ảnh hưởng của Rome trong khu vực Nicomedes IV đã được khôi phục lại ngai vàng Bithynia vào năm 90 trước Công nguyên.
Socrates đã buộc phải sống lưu vong chính trị và đã trốn sang triều đình của Mithridates VI. Mithridates VI đã không chuẩn bị để đương đầu với sức mạnh của Rome và không những nhận ra đây không phải là lúc để ủng hộ Socrates, mà còn hại chết ông.